# Prva Liga 2013
La Prva Liga 2013 è la 3ª edizione del campionato di football americano di secondo livello, organizzato dalla SAAF.

## Squadre partecipanti
| Club                     | Città         | Stadio | Sponsor ufficiale | Risultato nella stagione 2012 |
| ------------------------ | ------------- | ------ | ----------------- | ----------------------------- |
| Bor Golden Bears         | Bor           |        |                   |                               |
| Čačak Angel Warriors     | Čačak         |        |                   |                               |
| Grofovi Novi Kneževac    | Novi Kneževac |        |                   |                               |
| Inđija Indians           | Inđija        |        |                   |                               |
| Kikinda Mammoths         | Kikinda       |        |                   |                               |
| Klek Knights             | Zrenjanin     |        |                   |                               |
| Mladenovac Forestlanders | Mladenovac    |        |                   |                               |
| Požarevac Pastuvi        | Požarevac     |        |                   |                               |
| Sombor Celtis            | Sombor        |        |                   |                               |
| Vrbas Hunters            | Vrbas         |        |                   |                               |
| Vršac Lavovi             | Vršac         |        |                   |                               |
| Zemun Pirates            | Zemun         |        |                   |                               |

## Stagione regolare

### Calendario

#### 1ª giornata
| 13 aprile 2013 | Klek Knights | 34 – 28 referto | Vršac Lavovi |  |

| 13 aprile 2013 | Mladenovac Forestlanders | 35 – 0 referto | Zemun Pirates |  |

| 14 aprile 2013 | Vrbas Hunters | 42 – 0 referto | Grofovi Novi Kneževac |  |

| 14 aprile 2013 | Kikinda Mammoths | 17 – 8 referto | Sombor Celtis |  |

| Čačak 14 aprile 2013, ore 15:00 | Čačak Angel Warriors | 93 – 0 referto | Bor Golden Bears | Stadion FK Autoprevoz (100 spett.) |

| 14 aprile 2013 | Inđija Indians | 39 – 0 referto | Požarevac Pastuvi |  |

#### Anticipi 1
| 21 aprile 2013 | Klek Knights | 14 – 42 referto | Vrbas Hunters |  |

#### 2ª giornata
| 28 aprile 2013 | Vršac Lavovi | 44 – 28 referto | Sombor Celtis |  |

| 28 aprile 2013 | Grofovi Novi Kneževac | 14 – 24 referto | Kikinda Mammoths |  |

| 28 aprile 2013 | Bor Golden Bears | 6 – 66 referto | Zemun Pirates |  |

| 28 aprile 2013 | Požarevac Pastuvi | 7 – 35 referto | Mladenovac Forestlanders |  |

| Čačak 28 aprile 2013, ore 15:00 | Čačak Angel Warriors | 16 – 48 referto | Inđija Indians | Stadion FK BIP (200 spett.) |

#### 3ª giornata
| 11 maggio 2013 | Sombor Celtis | 22 – 14 referto | Grofovi Novi Kneževac |  |

| 11 maggio 2013, ore 16:00 | Vrbas Hunters | 28 – 6 referto | Vršac Lavovi |  |

| 12 maggio 2013, ore 16:00 | Kikinda Mammoths | 37 – 6 referto | Klek Knights |  |

| 12 maggio 2013, ore 16:00 | Inđija Indians | 82 – 0 referto | Bor Golden Bears |  |

| Mladenovac 12 maggio 2013, ore 15:00 | Mladenovac Forestlanders | 37 – 36 referto | Čačak Angel Warriors | Stadion Mladenovac (10 spett.) |

| 12 maggio 2013, ore 16:00 | Zemun Pirates | 0 – 35 referto | Požarevac Pastuvi |  |

#### 4ª giornata
| Zrenjanin 26 maggio 2013 | Klek Knights | 28 – 0 (6-0 14-0 0-0 8-0) referto | Sombor Celtis | Stadion Mala Amerika (50 spett.) |
| Vukoje Q1 ( TD ) 20yd run Pleva Q2 ( TD ) 1yd run Grca Q2 ( tpc ) Vukoje Q2 ( TD ) 90yd run Vukoje Q4 ( TD ) 20yd run Pavlović Q4 ( tpc ) Marcatori |              |                                   |               |                                  |
| |              |                                   |               |                                  |
| Vukoje Q1 (TD) 20yd run Pleva Q2 (TD) 1yd run Grca Q2 (tpc) Vukoje Q2 (TD) 90yd run Vukoje Q4 (TD) 20yd run Pavlović Q4 (tpc)                       | Marcatori    |                                   |               |                                  |

| 26 maggio 2013 | Vrbas Hunters | 20 – 10 referto | Kikinda Mammoths |  |

| 26 maggio 2013 | Bor Golden Bears | 16 – 39 referto | Požarevac Pastuvi |  |

| Čačak 26 maggio 2013, ore 16:00 | Čačak Angel Warriors | 68 – 2 referto | Zemun Pirates | Stadion FK BIP (0 spett.) |

| 26 maggio 2013 | Inđija Indians | 27 – 12 referto | Mladenovac Forestlanders |  |

| 27 maggio 2013 | Vršac Lavovi | 16 – 3 referto | Grofovi Novi Kneževac |  |

#### 5ª giornata
| 8 giugno 2013 | Kikinda Mammoths | 21 – 12 referto | Vršac Lavovi |  |

| 9 giugno 2013 | Sombor Celtis | 0 – 42 referto | Vrbas Hunters |  |

| 9 giugno 2013 | Grofovi Novi Kneževac | 22 – 40 referto | Klek Knights |  |

| 9 giugno 2013 | Mladenovac Forestlanders | 68 – 6 referto | Bor Golden Bears |  |

| 9 giugno 2013 | Zemun Pirates | 0 – 74 referto | Inđija Indians |  |

| Požarevac 9 giugno 2013, ore 16:00 | Požarevac Pastuvi | 0 – 48 referto | Čačak Angel Warriors | Pozarevački Hipodrom (50 spett.) |

### Classifiche
Le classifiche della regular season sono le seguenti:
- PCT = percentuale di vittorie, G = partite giocate, V = partite vinte,  P = partite perse, PF = punti fatti, PS = punti subiti

#### Gruppo Sever
| Pos. | Squadra               | PCT   | G | V | N | P | PF  | PS  |
| ---- | --------------------- | ----- | - | - | - | - | --- | --- |
| 1    | Vrbas Hunters         | 1.000 | 5 | 5 | 0 | 0 | 174 | 30  |
| 2    | Kikinda Mammoths      | .800  | 5 | 4 | 0 | 1 | 98  | 46  |
| 3    | Klek Knights          | .600  | 5 | 3 | 0 | 2 | 122 | 129 |
| 4    | Vršac Lavovi          | .400  | 5 | 2 | 0 | 3 | 106 | 114 |
| 5    | Sombor Celtis         | .200  | 5 | 1 | 0 | 4 | 58  | 145 |
| 6    | Grofovi Novi Kneževac | .000  | 5 | 0 | 0 | 5 | 39  | 133 |

#### Gruppo Jug
| Pos. | Squadra                  | PCT   | G | V | N | P | PF  | PS  |
| ---- | ------------------------ | ----- | - | - | - | - | --- | --- |
| 1    | Inđija Indians           | 1.000 | 5 | 5 | 0 | 0 | 270 | 28  |
| 2    | Mladenovac Forestlanders | .800  | 5 | 4 | 0 | 1 | 187 | 76  |
| 3    | Čačak Angel Warriors     | .600  | 5 | 3 | 0 | 2 | 261 | 87  |
| 4    | Požarevac Pastuvi        | .400  | 5 | 2 | 0 | 3 | 81  | 138 |
| 5    | Zemun Pirates            | .200  | 5 | 1 | 0 | 4 | 68  | 218 |
| 6    | Bor Golden Bears         | .000  | 5 | 0 | 0 | 5 | 28  | 348 |

## Playoff
| 23 giugno 2013, ore 16:00 | Vrbas Hunters | 7 – 21 referto | Mladenovac Forestlanders |  |

| 23 giugno 2013, ore 17:00 | Inđija Indians | 43 – 3 referto | Kikinda Mammoths |  |

## Verdetti
- Inđija Indians e  Mladenovac Forestlanders promossi in Superliga 2014